# Jakob Melchior Ziegler
Jakob Melchior Ziegler, född 27 november 1801 i Winterthur, död 1 april 1883 i Basel, var en schweizisk kartograf.
Ziegler studerade i Genève och Paris, övertog 1824 sin fars bomullsaffär i Winterthur och var samtidigt 1828-34 lärare i matematik och naturlära vid stadens realskola. Som inspektör över förvaltningen av stadens skogar kom Ziegler att syssla med lantmäteri, och tillsammans med kartritaren J.U. Wurster uppsatte han 1842 en huvudsakligen för kartografiska arbeten avsedd litografisk anstalt i Winterthur. För denna, vars ledning Ziegler tillhörde till 1873, utarbetade han en mängd förträffliga kartor, bland annat topografiska kartor över kantonerna Sankt Gallen och Appenzell (16 blad, 1849-52), över Glarus (två blad, andra upplagan 1869) samt över Engadin (sex blad, 1867-73) och flera översiktskartor över Schweiz med mera. Zieglers namn är knutet till flera betydelsefulla framsteg i kartritningens teknik.